# Overland Trail

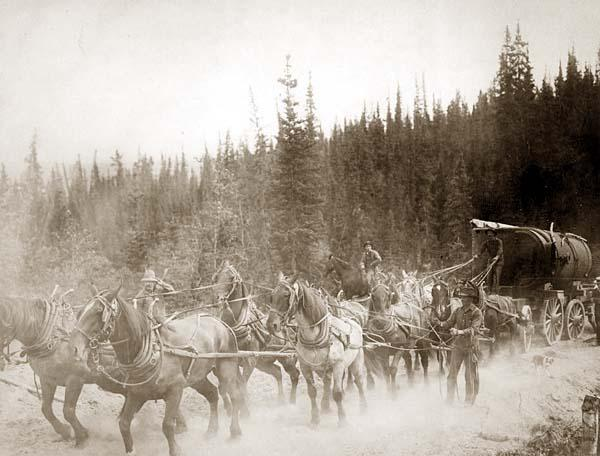
Squadra di cavalli sull'Overland Trail

L'Overland Trail (noto anche come Overland Stage Line) era una diligenza e pista di carri negli Stati Uniti occidentali nel XIX secolo. Mentre parti del percorso erano state utilizzate da esploratori e cacciatori fin dagli anni 1820, l'Overland Trail fu usato più pesantemente negli anni 1860 come alternativa alle piste Oregon, California e Mormon attraverso il Wyoming centrale. L'Overland Trail fu notoriamente utilizzato dalla Overland Stage Company di proprietà di Ben Holladay per gestire posta e passeggeri a Salt Lake City, nello Utah, attraverso le diligenze nei primi anni 1860. A partire da Atchison, Kansas, la pista discese in Colorado prima di risalire verso il sud del Wyoming e raggiungere l'Oregon Trail a Fort Bridger. La linea della diligenza funzionò fino al 1869 quando il completamento della First Transcontinental Railroad eliminò la necessità di un servizio postale tramite la diligenza. Fu utilizzato principalmente durante la corsa all'oro del 1848.

## Storia
Nel 1857, lo United States Post Office Department estese le offerte per il servizio postale lungo quella che divenne nota come la "rotta meridionale" da Memphis, Tennessee, a San Francisco, California, attraverso il Nuovo Messico e l'Arizona. Il contratto fu dato alla Butterfield Overland Mail Company e il servizio durò fino alla guerra civile americana iniziata nel 1861. Wells Fargo era il principale prestatore della compagnia e prese il controllo quando ebbe difficoltà finanziarie nel 1859. Dopo che la rotta meridionale fu sciolta, la Overland Mail Company trasferì le sue operazioni sulla linea centrale tra Salt Lake City e Sacramento.
Il contratto di Chorpenning fu annullato nel 1860 e fu successivamente assegnato alla Central Overland California and Pikes Peak Express Company (C.O.C and P.P Express), che collegava il Missouri e lo Utah lungo l'Oregon Trail. Nel 1860, la C.O.C and P.P Express avviò il Pony Express, che seguì le piste Oregon e Mormon a Salt Lake City e la Central Nevada Route a Sacramento. Il Pony Express durò solo un anno prima che la C.O.C and P.P Express fallisse e le attività fossero vendute a Ben Holladay. Nel 1861, Holladay ottenne il contratto del dipartimento postale per il servizio di posta terrestre tra la fine del capolinea occidentale della ferrovia nel Missouri, nel Kansas e a Salt Lake City. Il servizio dallo Utah alla California venne dato alla Overland Mail Company e ad altre linee della diligenza.
L'inizio della guerra civile americana costrinse anche lo United States Army a spostare i suoi soldati regolari dai forti e dagli avamposti lungo l'Oregon Trail a est e li sostituì con i volontari. Di conseguenza, le incursioni dei nativi americani sulla pista si intensificarono. L'esercito e Holladay volevano trovare un percorso più sicuro verso sud. Nel 1851, il capitano Howard Stansbury, ingegnere topografico dell'esercito, tornando ad est da una spedizione nella Salt Lake Valley, descrisse un percorso da Fort Bridger attraverso la valle del Bitter Creek e le Laramie Plains fino al fiume North Platte. La rotta di Stansbury era ben nota ai cacciatori e commercianti locali. Il generale William H. Ashley aveva attraversato le Laramie Plains nel 1825, John C. Fremont si accampò vicino Elk Mountain nel 1843 e minatori e cacciatori diretti in California utilizzavano il Cherokee Trail alla fine degli anni 1840. Sulla base di questi rapporti, la nuova pista fu istituita da Atchison, Kansas, risalendo il fiume South Platte e il suggestivo Cherokee Trail attraverso il Wyoming fino a Fort Bridger. Il servizio postale iniziò lungo l'Overland Stage Route il 1º luglio 1861. Holladay mantenne il contratto di posta lungo il percorso fino al 1866, quando fu venduto a Wells Fargo. Le operazioni sulla diligenza continuarono fino al 1869, quando il completamento della Transcontinental Railroad rese superfluo il servizio della diligenza.
Col passare del tempo, il crescente traffico di emigranti e di contadini nelle pianure e le mutevoli mandrie di bisonti costrinsero le tribù native americane a spostarsi nel sud del Wyoming e nel nord del Colorado, portando a conflitti sull'Overland Trail, specialmente nella parte orientale lungo il fiume South Platte e nella parte occidentale lungo le Laramie Plains. I tentativi di costringere i nativi americani a una riserva arrivarono alla testa durante la guerra del Colorado nel 1864. Camp Collins, vicino all'attuale Fort Collins, Colorado, e Fort Sanders e Fort Halleck nel Wyoming furono istituiti per proteggere i viaggiatori contro le incursioni dei Sioux sulla pista durante gli anni 1860. Stazioni della diligenza e ranch lungo 150 miglia (240 km) del fiume South Platte furono bruciati da un esercito di Cheyenne, Arapaho e Sioux nel gennaio e all'inizio di febbraio del 1865. (Vedi battaglia di Julesburg.)